# Albophoma yamanashiensis
Albophoma yamanashiensis är en svampart som beskrevs av Tak. Kobay., Masuma, Omura & Kyoto Watan. 1994. Albophoma yamanashiensis ingår i släktet Albophoma, divisionen sporsäcksvampar och riket svampar.   Inga underarter finns listade i Catalogue of Life.